# Apamea lineosa
Apamea lineosa là một loài bướm đêm trong họ Noctuidae.